# 祇園之洲町

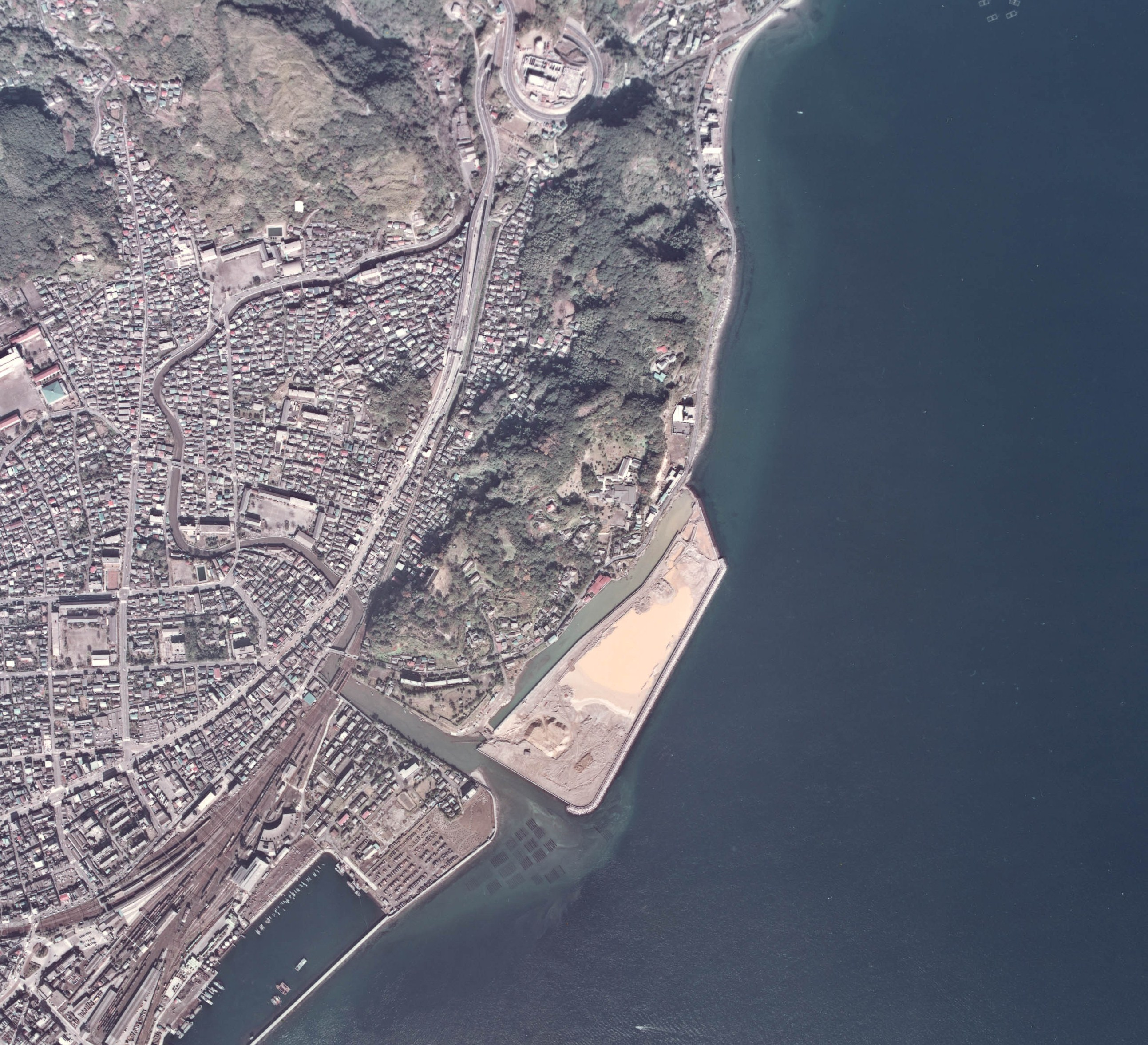
中央部に見える島が当時埋立中であった祇園之洲町の区域にあたる。

祇園之洲町（ぎおんのすちょう）は、鹿児島県鹿児島市の町。郵便番号は892-0803。人口は167人、世帯数は83世帯（2020年10月1日現在）。面積は84,100平方メートル。
祇園之洲町一帯は1977年（昭和52年）に鹿児島開発事業団によって観光用地として埋立てられた区域である。
祇園之洲付近はキリスト教の宣教師であるフランシスコ・ザビエルが天文18年（1549年）8月15日に日本に初上陸した地とされており、祇園之洲公園にはザビエル上陸記念碑が設置されている。

## 地理
鹿児島市中部、稲荷川の河口付近に位置している。町域の北方に吉野町、南方に浜町、西方に清水町に接しており、東方に鹿児島湾に面している。
町域の南部にある祇園之洲公園にはフランシスコ・ザビエルの上陸記念碑がある。

### 河川
- 稲荷川

### 町名の由来
「祇園之洲」という地名は江戸時代に八坂神社（祇園社）東側の海岸を埋め立てたことに由来する。

## 歴史

### 前史
一帯は稲荷川河口に面した遠浅海岸であった。戦国時代の日本でカトリック布教を行ったフランシスコ・ザビエルの日本で初めての上陸地点は稲荷川河口周辺だったと考えられている。
江戸時代に街道が通り八坂神社が現在地周辺に移転した。江戸時代に稲荷川改修が行われ、生じた土砂によって八坂神社東側海岸が埋め立てられ、祇園之洲と呼ばれるようになった。

### 祇園之洲の埋立て
旧来の祇園之洲から水路を挟んで東側の海岸が鹿児島開発事業団によって上町地区一帯の振興を図るため観光施設等の用地確保を目的に埋立てられることとなり、1972年（昭和47年）から1987年（昭和62年）にかけて事業が行われた。せばる団地（現在の東坂元）の開発に伴って排出された土砂によって埋立てられており、同じく鹿児島開発事業団が施工した与次郎の埋立て時にも用いられたパイプラインで搬出する「水搬工法」により運搬された。せばる団地で排出された土砂は稲荷川に設置された送泥管によって祇園之洲まで運搬された。埋め立て面積は84,100平方メートル、総事業費は223,757万円であった。
1977年（昭和52年）には祇園之洲の埋立てが完成し、同年11月7日に清水町地先の公有水面埋立地（祇園之洲）の区域に鹿児島市の町「祇園之洲町」が設置された。
1978年（昭和53年）には祇園之洲がヤジロウの案内によってフランシスコ・ザビエルが天文18年（1549年）に上陸した地であることから祇園之洲公園にザビエル上陸記念碑が設置されている。1979年（昭和54年）には祇園之洲町に鹿児島市福祉コミュニティセンターが設置された。1994年（平成6年）3月には祇園之洲町と小川町の間を結ぶ国道10号鹿児島北バイパスが開通した。

### 町域の変遷
| 実施後             | 実施年             | 実施前         |
| ------------------ | ------------------ | -------------- |
| 祇園之洲町（新設） | 1977年（昭和52年） | 公有水面埋立地 |

## 人口
以下の表は国勢調査による小地域集計が開始された1995年以降の人口の推移である。
| 年                 | 人口 |
| ------------------ | ---- |
| 1995年（平成7年）  | 87   |
| 2000年（平成12年） | 98   |
| 2005年（平成17年） | 91   |
| 2010年（平成22年） | 189  |
| 2015年（平成27年） | 180  |
| 2020年（令和2年）  | 167  |

## 施設

### 公共
- 鹿児島市福祉コミュニティセンター[15]
- 祇園之洲公園[22]
  - フランシスコ・ザビエル上陸記念碑[22]
  - われは海の子の歌碑[22]

## 小・中学校の学区
市立小・中学校に通う場合、学区（校区）は以下の通りとなる。
| 町丁       | 番・番地 | 小学校               | 中学校               |
| ---------- | -------- | -------------------- | -------------------- |
| 祇園之洲町 | 全域     | 鹿児島市立清水小学校 | 鹿児島市立清水中学校 |

## 交通

### 道路
一般国道
- 国道10号（鹿児島北バイパス）